# محمد موسی (بازیکن فوتبال، زاده ۱۹۹۰)
محمد موسی (انگلیسی: Mohammed Musa؛ زادهٔ ۷ اوت ۱۹۹۰) بازیکن فوتبال اهل سودان بود.
از باشگاه‌هایی که در آن بازی کرده‌است می‌توان به باشگاه ورزشی ام صلال، باشگاه ورزشی الدحیل، باشگاه ورزشی العربی قطر، و باشگاه ورزشی السد اشاره کرد.
وی همچنین در تیم ملی فوتبال سودان بازی کرده‌است.